# Scharten

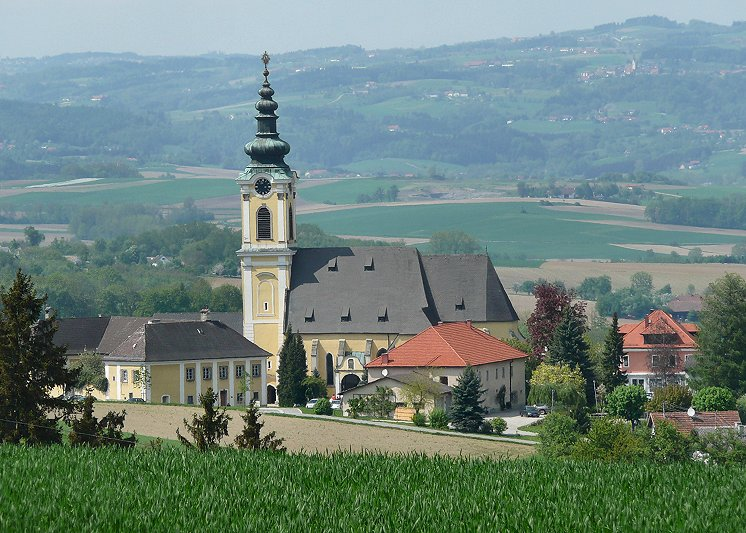
Blick auf Scharten mit Wallfahrtskirche Maria Scharten

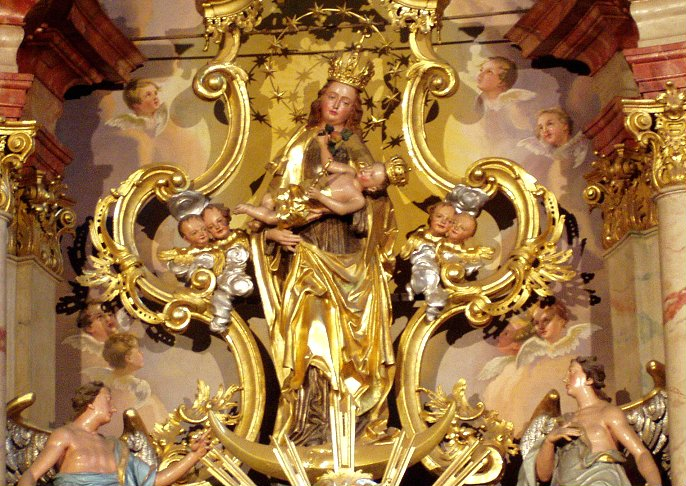
Hochaltar der Wallfahrtskirche Maria Scharten (Ausschnitt)

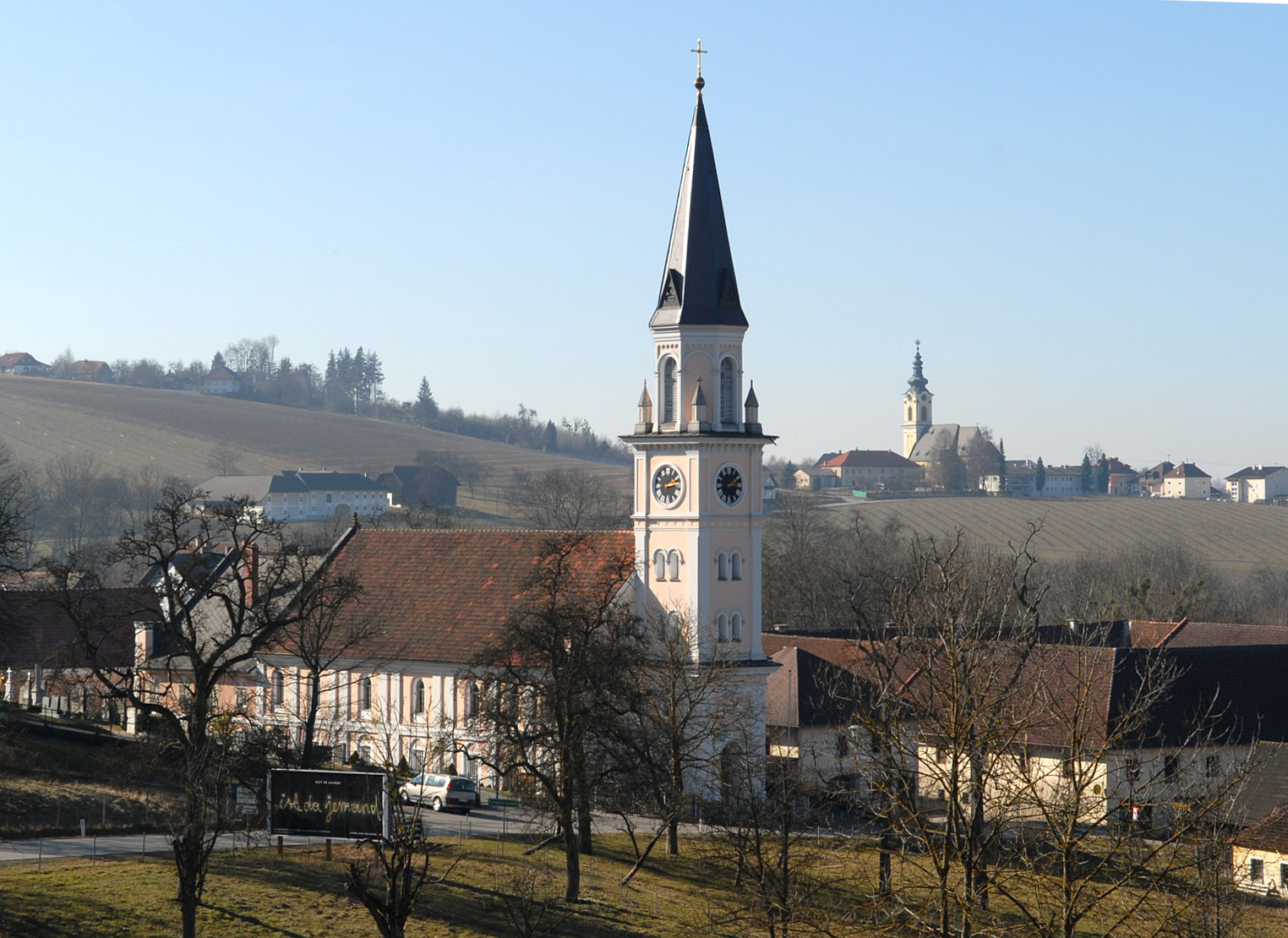
Evangelische Toleranzkirche in Unterscharten, im Hintergrund die katholische Kirche Maria Scharten

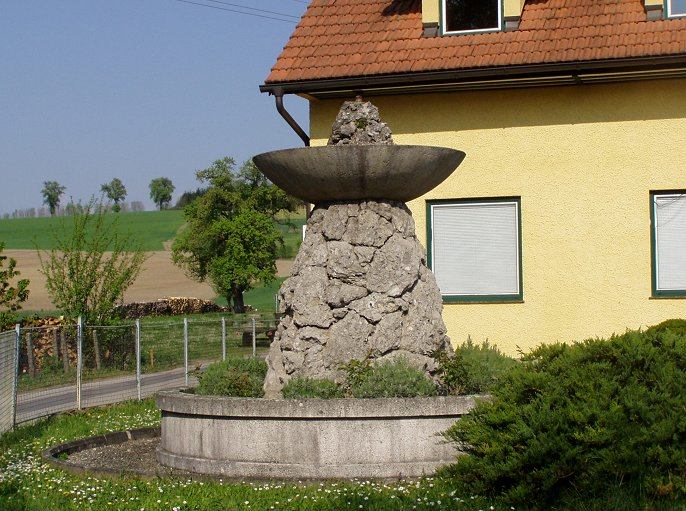
Schartner Quelle im Ortsteil Leppersdorf

Scharten ist eine Gemeinde mit 2349 Einwohnern (Stand 1. Jänner 2024) in Oberösterreich im Bezirk Eferding im Hausruckviertel.

## Geografie
Die Ortschaft Scharten liegt auf 397 m Höhe. Der höchste Punkt ist der auf 448 m Seehöhe gelegene „Roithner Kogl“. Die Ausdehnung beträgt von Nord nach Süd 7 km, von West nach Ost 5,1 km. Die Gesamtfläche beträgt 23,9 km², 10,9 % der Fläche sind bewaldet, 75,3 % der Fläche sind landwirtschaftlich genutzt.

### Gemeindegliederung
Das Gemeindegebiet umfasst folgende zwölf Ortschaften (in Klammern Einwohnerzahl Stand 1. Jänner 2024):
- Aigen (106)
- Breitenaich (339)
- Finklham (365)
- Herrnholz (132)
- Kronberg (114)
- Leppersdorf (355)
- Oberndorf (39)
- Rexham (250)
- Roitham (168)
- Roithen (79)
- Scharten (380)
- Vitta (22)

Die Gemeinde besteht aus den beiden Katastralgemeinden Finklham und Scharten.
Die Gemeinde gehört zum Gerichtsbezirk Eferding.

### Nachbargemeinden
| Hinzenbach                    | Fraham                                      |         |
| St. Marienkirchen             | Kompassrose, die auf Nachbargemeinden zeigt | Alkoven |
| Wallern an der Trattnach (GR) | Buchkirchen (WL)                            |         |

## Geschichte

### Ortsgeschichte
Die erste schriftliche Erwähnung des Ortes erfolgte zwischen 1225 und 1240.
Ursprünglich im Ostteil des Herzogtums Bayern liegend, gehörte der Ort seit dem 12. Jahrhundert zum Herzogtum Österreich. Seit 1490 wird er dem Fürstentum Österreich ob der Enns zugerechnet. Während der Napoleonischen Kriege war der Ort mehrfach besetzt.
Seit 1918 gehört Scharten zum Bundesland Oberösterreich. Nach dem Anschluss Österreichs an das Deutsche Reich am 13. März 1938 gehörte die Gemeinde zum „Gau Oberdonau“. 1945 erfolgte die Wiederherstellung Oberösterreichs.

### Einwohnerentwicklung
Quelle:

## Kultur und Sehenswürdigkeiten
- Katholische Pfarrkirche Scharten Mariä Geburt: Der Kirchenbau wurde 1506 von den Schaunbergern begonnen und nach einer Bauunterbrechung während der Reformationszeit im Jahr 1632 fertiggestellt. Ziel der Wallfahrt ist eine gekrönte Marienstatue („Unsere Liebe Frau von der Scharten“), die das gekrönte Jesuskind trägt. Die Wallfahrtskirche befindet sich in Oberscharten.
- Evangelische Toleranzkirche: Aufgrund des Toleranzpatents von 1781 wurde im Jahr 1782 ein hölzernes Bethaus erbaut. Dieses war das erste und älteste Toleranzbethaus in Oberösterreich. Diesem ersten Holzbau folgte 1819 ein gemauertes Bethaus.  Der Turm wurde 1900 errichtet. 1911 war der Umbau zur Toleranzkirche abgeschlossen. Die Kirche befindet sich in Unterscharten.
- Naturpark Obst-Hügel-Land: Die Gemeinde Scharten und St. Marienkirchen an der Polsenz bilden gemeinsam den 'Naturpark Obst-Hügel-Land'. Es bezeichnet eine sanfte Hügellandschaft im oberösterreichischen Voralpengebiet, deren Reiz in der hohen Dichte der vielen Obstbaumbestände liegt. Vor allem für Kirsch-, Marillen- und Apfelbäume ist Scharten bekannt. Zur Zeit der Kirschblüte und Apfelbaumblüte ist der Naturpark ein beliebtes Ausflugsgebiet.

### Regelmäßige Veranstaltungen
- Kirschblütenradrennen, findet jährlich Mitte April statt
- Kirschblütenwanderung, findet jährlich Mitte bzw. Ende April statt
- Mostkost, findet jährlich um den 1. Mai statt

## Wirtschaft und Infrastruktur
- Schartner Bombe: Vor Beginn des Ersten Weltkriegs stieß man in der erstmals im Jahre 1374 als „Leupolczstorf“ urkundlich erwähnten Ortschaft Leppersdorf auf eine Quelle, deren Wasser mit etwa 21 Grad Celsius in einem Brunnen gefasst und für ein Badehaus verwendet wurde. In den 1950er Jahren produzierte die aus Wels stammende Unternehmerfamilie Bartenstein mit dem Wasser ein Getränk, das sie Schartner Bombe nannten.

## Politik

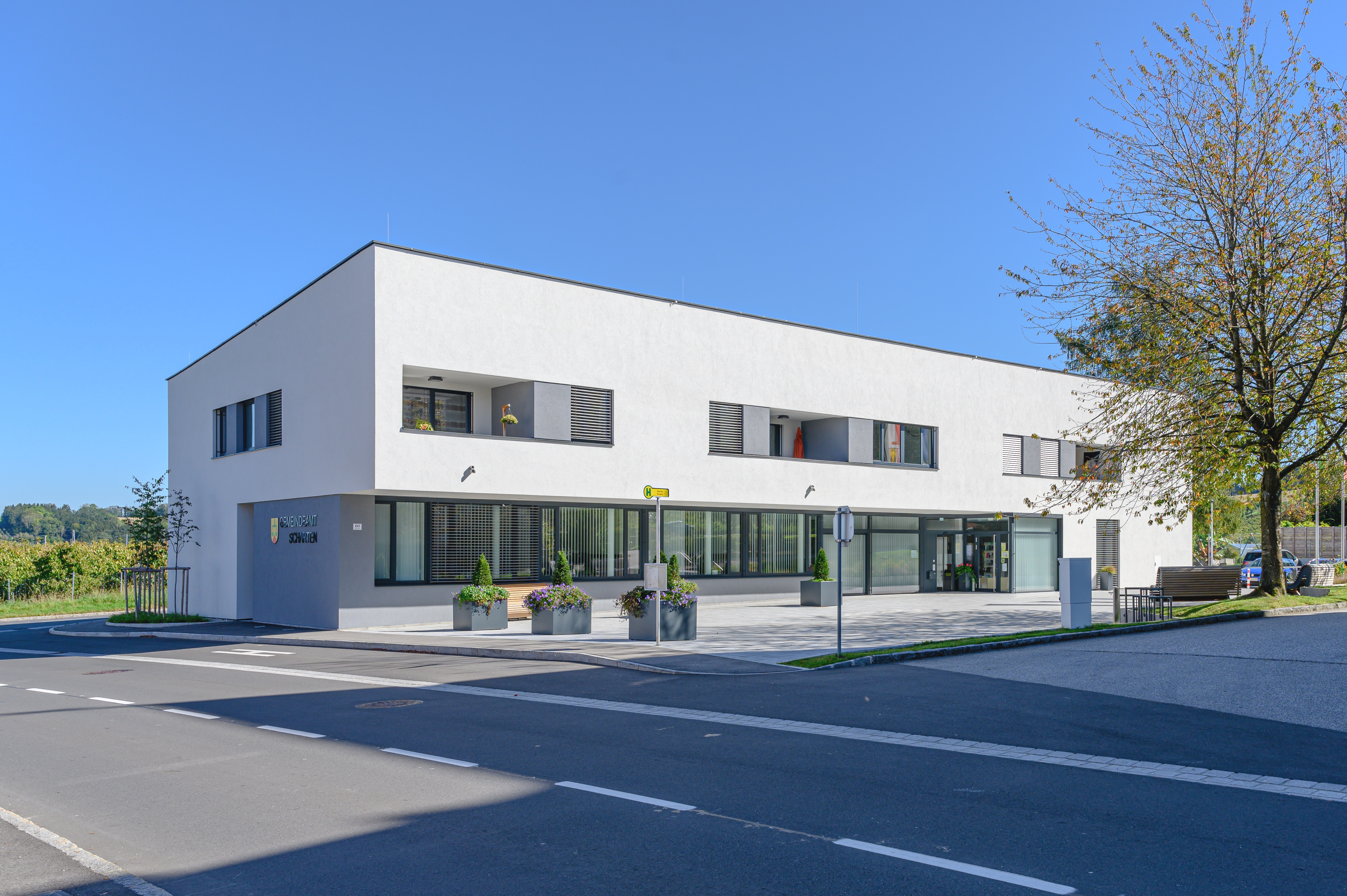
Gemeindeamt in Scharten

### Gemeinderat
Der Gemeinderat hat 19 Mitglieder.
- Mit den Gemeinderats- und Bürgermeisterwahlen in Oberösterreich 2003 hatte der Gemeinderat folgende Verteilung: 11 SPÖ, 11 ÖVP und 3 FPÖ. (25 Mandate)
- Mit den Gemeinderats- und Bürgermeisterwahlen in Oberösterreich 2009 hatte der Gemeinderat folgende Verteilung: 12 ÖVP, 6 SPÖ, 4 FPÖ und 3 Grüne. (25 Mandate)
- Mit den Gemeinderats- und Bürgermeisterwahlen in Oberösterreich 2015 hatte der Gemeinderat folgende Verteilung: 12 ÖVP, 5 SPÖ, 5 FPÖ und 3 Grüne. (25 Mandate)
- Mit den Gemeinderats- und Bürgermeisterwahlen in Oberösterreich 2021 hat der Gemeinderat folgende Verteilung: 8 ÖVP, 4 SPÖ, 4 FPÖ und 3 GRÜNE (19 Mandate).[4][5]

### Bürgermeister
Bürgermeister seit 1855 waren:
- 1855–1861 Matthäus Jungreithmayr
- 1861–1885 Michael Jungreithmayr
- 1885–1891 Mathias Mayrzedt
- 1891–1897 Peter Kirchmair
- 1897–1906 Michael Eder
- 1906–1909 Josef Lettmaier
- 1909–1912 Mathias Oberhammer
- 1912–1914 Martin Meindlhumer
- 1914–1916 Johann Huemer
- 1916–1919 Paul Eder
- 1919–1924 Johann Humer
- 1924–1934 Paul Eder
- 1934–1934 Friedrich Pointner
- 1934–1938 Alois Pflug-Hofmayr
- 1938–1941 Franz Aigner
- 1941–1945 Karl Huemer
- 1945–1949 Alois Pflug-Hofmayr
- 1949–1953 Franz Schobesberger
- 1953–1955 Karl Scheibmair
- 1955–1962 Heinrich Harbauer
- 1962–1979 Hubert Doms
- 1979–1990 Josef Bischläger
- 1990–1991 Friedrich Panhölzl
- 1991–2015 Johann Meyr (ÖVP)
- 2015–2021 Jürgen Höckner (ÖVP)[7][8]
- seit 2021 Christian Steiner (ÖVP)

### Wappen
Die offizielle Beschreibung des Gemeindewappens lautet:
„In Gold über einem roten Dreiberg eine grüne Balkenwaage mit Aufhängehaken und gleichstehenden Schalen.“
Die Gemeindefarben sind Gold-Grün-Rot.

Die alte Balkenwaage kennzeichnet „die Scharten“ als ein durch Lage und Klima besonders begünstigtes Schwerpunktgebiet des Obstbaues; in zweiter Deutung soll sie als Hinweis auf das ausgewogene, gute Zusammenleben der römisch-katholischen und der evangelischen Glaubensgemeinschaft in der Gemeinde verstanden werden. Der Dreiberg in der roten „Kirschenfarbe“ betont die Lage des Ortes und dessen hügelige Umgebung.

## Persönlichkeiten

### Söhne und Töchter der Gemeinde
- Gerhard Ortner (* 1933), Bankmanager, in Scharten geboren und aufgewachsen

### Personen mit Bezug zur Gemeinde
- Ernst Bornemann (1915–1995),  Anthropologe, Psychoanalytiker, Autor und Sexualforscher, lebte (seit 1970) in Scharten und ist hier verstorben
- Jürgen Höckner (* 1966), ehemaliger Abgeordneter zum oberösterreichischen Landtag (2009–2021) und Bürgermeister von Scharten (2015–2021, Rücktritt im Oktober 2021 aufgrund nicht rechtskräftiger Verurteilung wegen Vergewaltigung,[9] rechtskräftige Verurteilung am 21. November 2022);[10] lebt in Scharten
- Wolfgang Kirchmayr (* 1943), Graveur, Bildhauer und Hochschullehrer
- Jakob Ernst Koch (1897–1966), evangelischer Pfarrer
- Mercè Picó-Kirchmayr (* 1942), Malerin und Kunstpädagogin
- Erich Martin Sääf (1803–1880), evangelischer Pfarrer
- Franz Weiß (* 1952), Maler und Kunsterzieher; lebt in Scharten